# Radio Vaticano
Radio Vaticano —en latín: Statio Radiophonica Vaticana, en italiano: Radio Vaticana— es la radio internacional de la Santa Sede. Se encuentra en la Ciudad del Vaticano. Su misión es difundir el mensaje y actividades del papa, de la Santa Sede y de la Iglesia católica.
Radio Vaticano es miembro de la Unión Europea de Radiodifusión (UER), Union Africaine de Radiodiffusion (UAR), World Catholic Association for Communication (SIGNIS), European Conference of Christan Radios (CERC) y de la Comunidad de Radio y Televisión que transmiten en lengua italiana, Unión Internacional de Telecomunicaciones (UIT), Conferencia Europea de Administraciones de Correos y Telecomunicaciones (CEPT) y la Organización Internacional de Telecomunicaciones por Satélite (ITSO).
El lema que usa Radio Vaticano en sus transmisiones es la frase «Laudetur Iesus Christus» («¡Alabado sea Jesucristo!»).
La Compañía de Jesús está a cargo de su dirección. La titularidad actual recae en el sacerdote Federico Lombardi. Las transmisiones de Radio Vaticano son gratuitas y sin cortes comerciales. El gasto anual de 20 a 30 millones de euros está cubierto por el presupuesto de la Santa Sede.

## Historia
La construcción de la estructura de la radio fue encargada inicialmente a Guglielmo Marconi. La emisora salió al aire el 12 de febrero de 1931. Pío XI la inauguró con un discurso en latín llamado Qui arcano Dei. Giuseppe Gianfranceschi, físico y matemático jesuita, fue su primer director. Dos años después, Radio Vaticano emitía en onda corta.
En 1936, la Unión Internacional de Telecomunicaciones (UIT) reconoció a Radio Vaticano como un "caso especial" y autorizó su emisión sin límites geográficos. Luego de la muerte de Pío XI, Radio Vaticano difundió en nueve idiomas el cónclave y la ceremonia de coronación de Pío XII. Durante la Segunda Guerra Mundial, la escucha de emisiones de Radio Vaticano fueron prohibidas. Las emisiones de Radio Vaticano denunciaban la persecución nazi a los católicos y exhortaba a los católicos a mantenerse fiel a su fe. Tras la ocupación de Roma por la Alemania nazi, la Radio Vaticano siguió operando. En aquellos años, la estación tenía una Oficina de Informaciones, cuya función era el de hacer llamamientos para encontrar a civiles y militares desaparecidos y transmitir, a los prisioneros, mensajes de sus familias.
El 27 de octubre de 1957, Pío XII inauguró el centro transmisor en Santa Maria di Galeria, una aldea a noroeste de Roma. Durante la Guerra Fría, la Radio Vaticano fue blanco de las operaciones de la KGB.
En 2006, la Radio celebró su 75 aniversario con la visita del Papa Benedicto XVI. En ese momento trabajaban allí unas cuatrocientas personas de sesenta nacionalidades diferentes, con emisiones autonómicas en treinta y ocho idiomas. En 2014 , se completó la digitalización de las grabaciones sonoras relativas a los Papas. El archivo, denominado «La voz de los Papas», recoge las voces de los papas desde Pío XI hasta la actualidad.

## Transmisiones

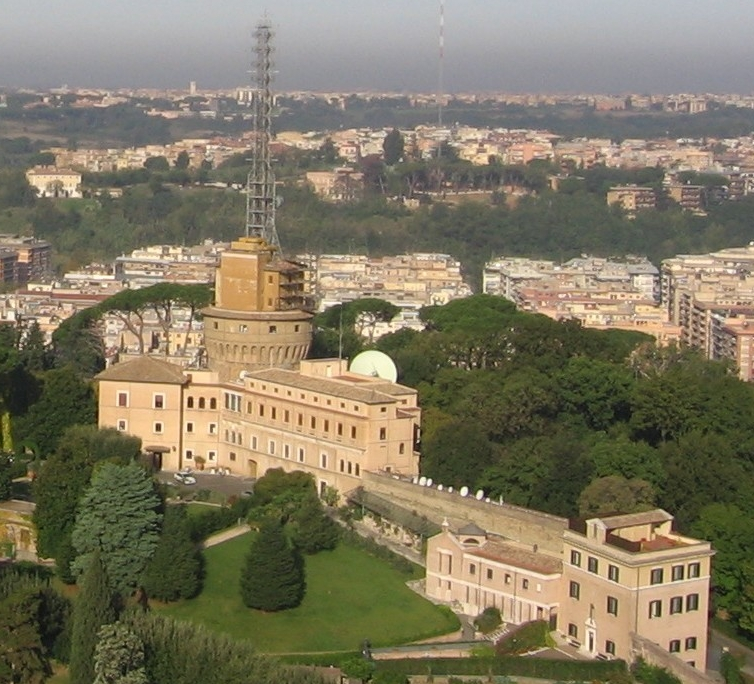
Sede administrativa y de algunas transmisiones dentro de la Ciudad del Vaticano.

Fuera del Vaticano y Lacio la emisora perteneciente a Familia Mundial de Radio María actuaría como la versión de Radio Vaticano en ese país o región.[cita requerida]

### Servicios en lenguas extranjeras
Los servicios en onda corta analógica son: albanés, árabe —África, Europa—, amárico, armenio, alemán, bielorruso, búlgaro, checo, chino, croata, eslovaco, esloveno, español —África, Hispanoamérica, España—, esperanto (Europa), francés —África, América, Europa—, hindi, húngaro, inglés —África, América del Norte, India, Australia, Filipinas, Europa—, italiano —África, Europa—, suajili, lenguas escandinavas, letón, lituano, malabar, polaco, portugués —África, Brasil, Portugal—, rumano, ruso, somalí, tamil, tigriña, ucraniano, urdu y vietnamita.
Radio Vaticano transmite varios de esos servicios por DAB+ Italia y frecuencia modulada —zona de Roma y Lacio. Hay un programa radial semanal para los filipinos en el área de Roma.
Las emisiones por onda corta onda corta y DAB+(DAB) son: alemán, árabe —Europa—, bielorruso, francés —Europa—, inglés —América del Norte y Europa—, italiano, polaco y ucraniano.
Muchos de los servicios en lenguas extranjeras pueden escucharse en todos los continentes por los satélites Eutelsat e Intelsat; así como por Internet —webcasting y podcasting en la página web de Radio Vaticano— y por estaciones de radio afiliadas de varios países.
Programas de los servicios en alemán, español, francés, inglés y polaco son transmitidos también por la compañía WRN Broadcast.

El macedonio y el japonés tienen páginas propias en el sitio web, pero no programas radiales.

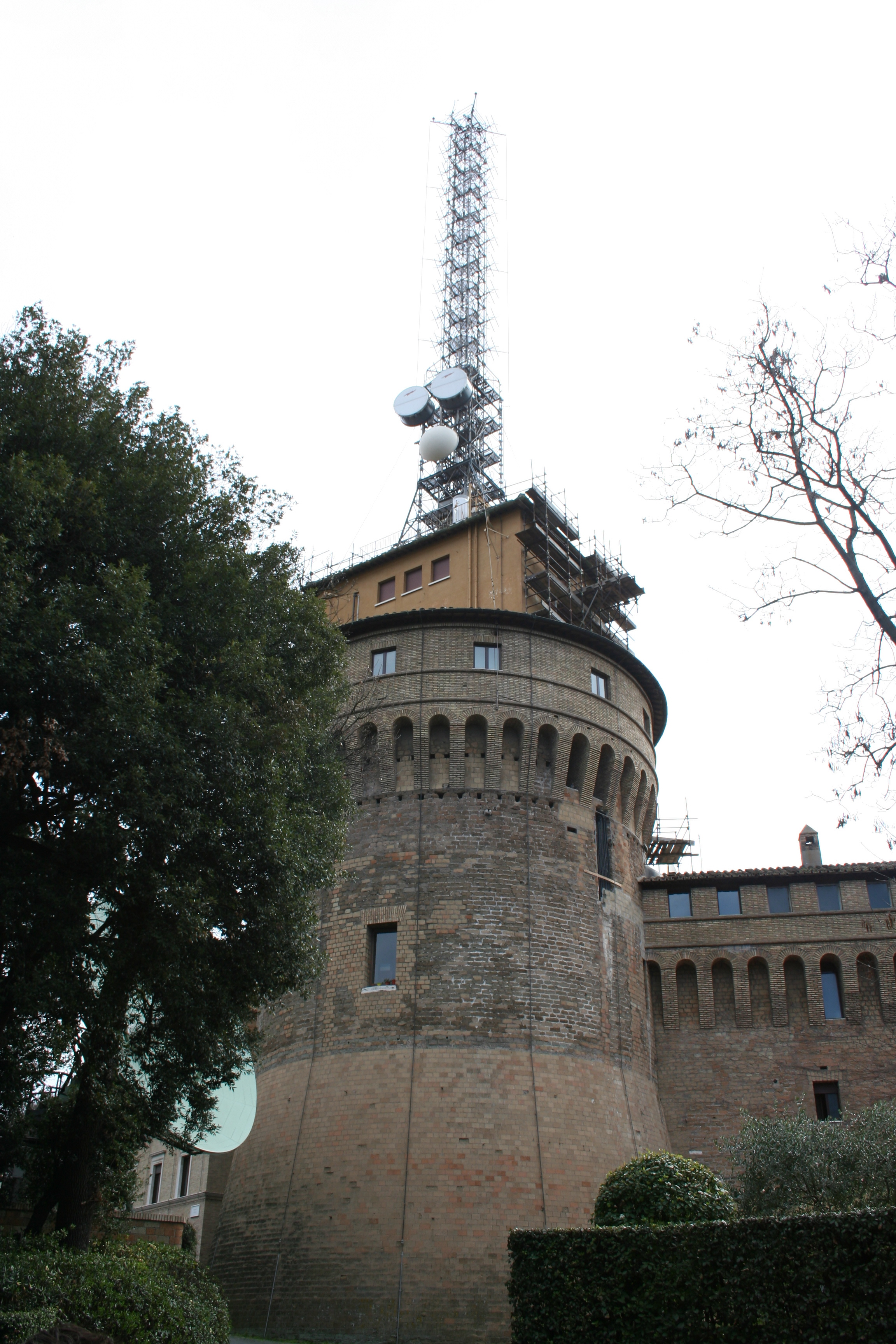
Sede de Radio Vaticano.

### Servicio en español
Los programas en español han estado presentes en Radio Vaticano desde su fundación —principalmente en las celebraciones solemnes—. Pero es en 1938, cuando el servicio en español se transmitió dos veces a la semana. En 1940, se haría diaria. La Oficina para América latina se ocupa de mantener y reforzar la cooperación entre Radio Vaticano y las emisoras afiliadas en América Latina. El 13 de febrero de 2015, Radio Vaticano obtiene el Premio Internacional de la Academia Española de la Radio con motivo de la celebración del Día Mundial de la Radio 2015.

### Otros programas
Radio Vaticano ofrece emisiones de la Santa Misa —en latín, italiano, español, inglés y chino—, el Ángelus, la Audiencia Papal, el rosario, la Liturgia de las Horas, las liturgias rumana, ge'ez, ucraniana y oriental. También difunde espacios musicales.

### Algunas emisoras afiliadas a Radio Vaticano

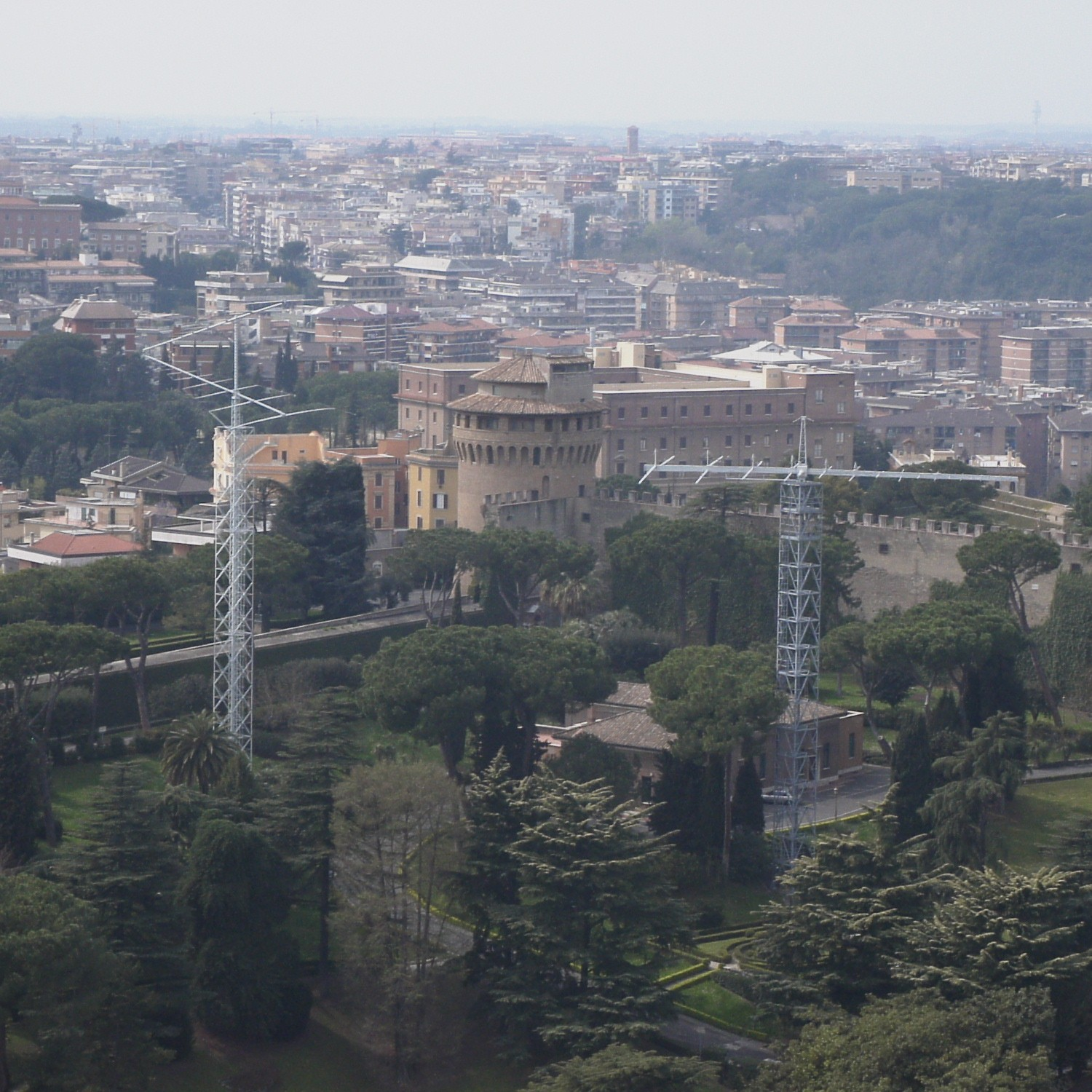
Administración y transmisor en la Ciudad del Vaticano.

En cada país eligen una o dos emisoras en las cuales a unas horas conectan con Radio Vaticano —sobre todo para actos religiosos que preside el papa— en la versión de su idioma y el resto del día es la emisora correspondiente del país. Siempre del ideario cristiano católico y casi siempre vinculada o perteneciente a la Iglesia católica del país correspondiente.
Todas las emisoras que pertenecen a Familia Mundial de Radio María.[cita requerida]

## Emisoras
- Antenas de la radio.En África:
  - Radio Maria Burkina Faso

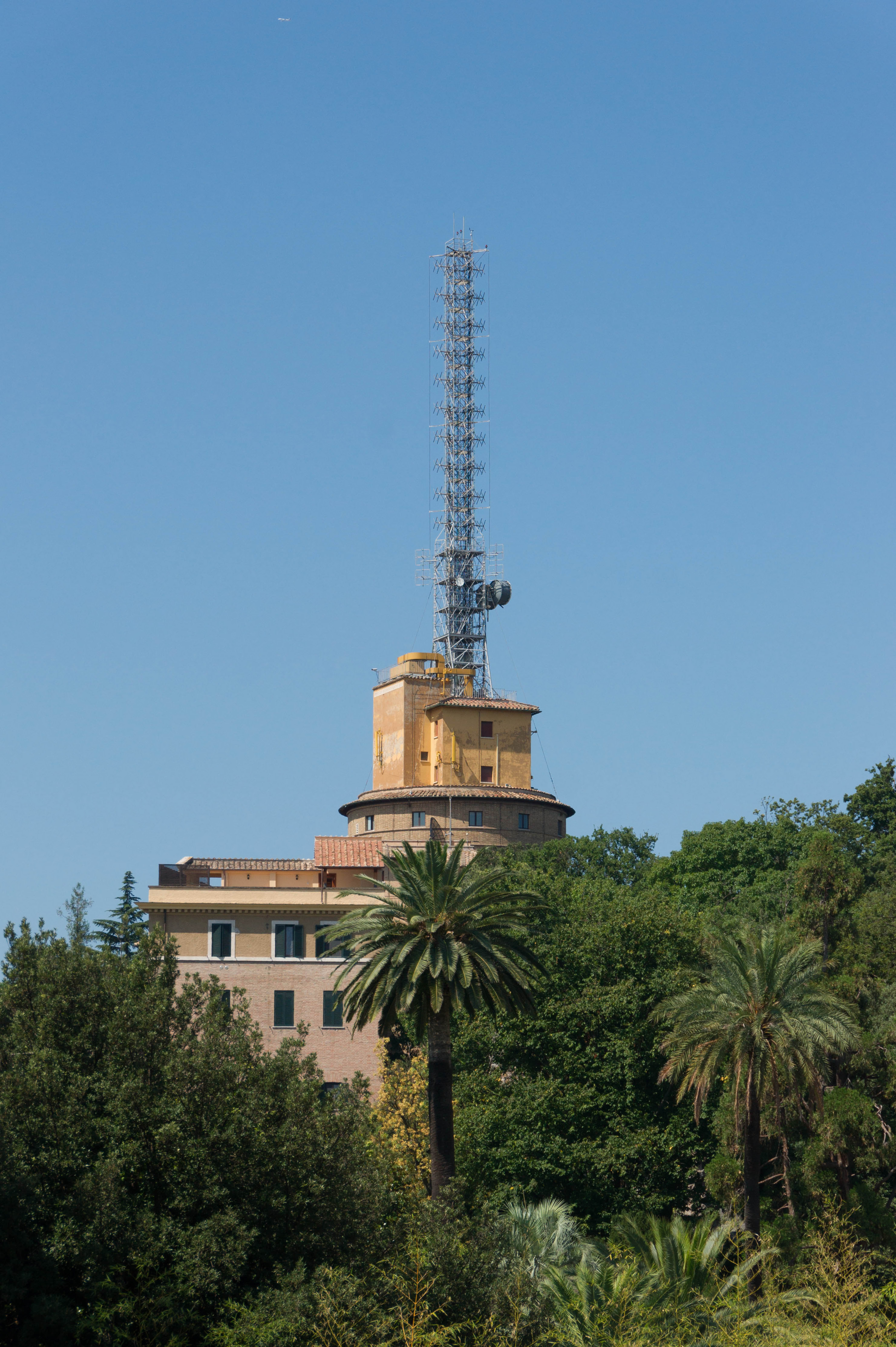
Antenas de la radio.

  - Radio Maria Congo Brazaville (República del Congo)
  - Radio Maria Malawi
  - Rádio Maria Moçambique (Mozambique)
  - Radio Maria Rwanda (Ruanda)
  - Radio Maria Sierra Leone (Sierra Leona)
  - Radio Maria Tanzania
  - Radio Maria Togo
  - Radio Maria Uganda
  - Radio Maria Zambia

- En América:
  - Radio María Argentina
  - Radio María Bolivia
  - Rádio Maria Brasil
  - Radio Maria Canada
  - Radio María Chile
  - Radio María Colombia
  - Radio María Costa Rica
  - Radio María El Salvador
  - Radio María Guatemala y Grupo Radial ECA (Emisoras Católicas de Guatemala)
  - Radio María Houston
  - Radio María México
  - Radio Maria New York (Estados Unidos)
  - Radio María Nicaragua
  - Radio María Ecuador
  - Radio María Panamá
  - Radio María Paraguay
  - Radio María Perú
  - Radio María República Dominicana
  - Radio María Uruguay
  - Radio María Venezuela
  - Rede Católica de Rádio (Brasil)
  - Radio Franciscana Ecos De Asís (Ciudad Bolívar - Venezuela)
  - Radio Franciscana Ecos De Asís (El Tigre - Venezuela)

- En Eurasia:
  - Radio Maria Shqipëri (Albania)
  - Radio Maria Österreich (Austria)
  - Radio Maria Phillipines (Filipinas)
  - Radio María España
  - COPE (España)
  - Radio Santa María de Toledo (España)
  - Radio Maria France (Francia)
  - Radio Marija Hvratski (Croacia)
  - Mária Rádió (Hungría)
  - Mária Rádió Erdély (Rumania)[6]
  - Radio María Italia (Italia)
  - Radio Super Agostino Rabizzi (Italia)
  - Radio Brescia (Italia)
  - Radio Raphael Cooperative di Solidarietà Sociale a.r.l.. (Italia)
  - Radio Voce di Brescia Associazione Radio Voce (Italia)
  - Radio Voce Camuna (Italia)
  - Radio C1 Archidiocesi Camerino (Italia)
  - Emittente Cattolica Zonale Associazione Emittente Cattolica Zonale (Italia)
  - Radio Claronda Radio Parrochiale di Chiari (Italia)
  - Radio Voce Gottolengo (Italia)
  - Radio Nuova Macerata Cooperativa Nuova Macerata (Italia)
  - Radio Ponte - Radio Voce Associazione Radio Ponte (Italia)
  - Radio Santa Maria - Diocese of Macerata Parish of Santa Maria Assunta (Italia)
  - Radio Incontro Commercial secular station (Italia)
  - Circuito Cattolico Bresciano (Italia)
  - Radio Duomo Diocese of Senigallia, Cathedral parish (Italia)
  - Radio Voce Travagliato Diocese of Brescia, Parrocchia SS. Pietro e Paolo (Italia)
  - Radio Proposta Repeaters: Chivasesse & Valle Cerina (Italia)
  - Radio Missione Francescana (Italia)
  - RBV-Radio Basilica di Verolanuova La Voce dei Verolesi. Associazione. Radio Basilica di Verolanuova (Italia)
  - Marijos Radijas (Lituania)
  - Radju Marija Malta
  - Radio Maryja (Polonia)
  - Rádio Renascença (Portugal)
  - Radio Maria Romania (Rumania)
  - Радио Мария (Rusia)
  - Radio Marija Srbije (Serbia)
  - Radio Maria Südtirol (Tirol del Sur)

- Otros:
  - Todas las emisoras pertenecientes a Familia Mundial de Radio María
  - Voice of Charity (Líbano)
  - Radio Horeb (Alemania)
  - C-radio (Australia)
  - EWTN, Radio Católica Mundial (América del Norte, Central, Sur y Caribe)
  - Radio  Maria Philippines
  - Radio Veritas (Manila - Filipinas)

## Áreas de Difusión

### Frecuencia Modulada (FM)
Italia
1. 103.5 MHz  Roma.
2. 105.0 MHz  Ciudad metropolitana de Roma Capital.

### Radio Digital

#### Digital Audio Broadcasting (DAB, DAB+)
- Canal 12D - 229.072 MHz ( Roma -  Ciudad metropolitana de Roma Capital)

#### Digital Radio Mondiale (DRM)
- 15775 kHz ( Mundo)

### Europa y Mediterráneo: (TransmisoresPalazzina di Leone XIII,Ciudad del Vaticano-Santa Maria di Galeria,Ciudad metropolitana de Roma Capital,Italia)

#### Idiomas:Latín,Inglés,Francés,Italiano,Rumano,Ruso,Ucraniano,Bielorruso,Armenio,Árabe.
1. 7360 kHz (04:40- 05:20 UTC) y 7250 kHz (07:10- 08:20 UTC) Banda 41 metros.
2. 9710 kHz (04:40 - 05:20, 06:05 - 07:00, 07:10 - 08:20, 16:00 - 16:20, 16:20 - 17:20 UTC) Banda 31 metros.
3. 11815 kHz (06:05 - 07:00, 16:00 - 16:20, 16:20 - 17:00 UTC) Banda 25 metros.
4. 15595 kHz (05:20 - 06:45, 08:30 - 09:50, 15:30 - 16:30, 18:40 - 19:00 UTC) Banda 19 metros.
5. 17790 kHz (08:30 - 09:50 UTC) y 17800 kHz (15:30 - 16:00 UTC) Banda 16 metros.

### Asia y Oceanía: (TransmisoresSaipányTinián-Islas Marianas del NorteIslas Marianas del Norte,Tinang-Filipinas)

#### Idiomas:Inglés,Chino,Ruso,Hindi,Tamil,Malayo,Vietnamita.
1. 5965 kHz (12:30 - 13:15 UTC) Banda 49 metros.
2. 7490 kHz (12:30 - 13:15 UTC) y 7410 kHz ( 22:00 - 22:30 UTC) Banda 41 metros.
3. 9720 kHz (12:30 - 13:15 UTC), 9810 kHz (12:30 - 12:50 UTC), 9695 kHz ( 22:00 - 22:30 UTC) y 9580 kHz ( 23:15 - 00:00 UTC) Banda 31 metros.
4. 11805 kHz (12:30 - 12:50 UTC), 11700 kHz (14:30 - 15:30 UTC) y 11895 kHz (22:00 - 00:00 UTC) Banda 25 metros.
5. 15595 kHz (11:30 - 12:00 UTC) y 15490 kHz (14:30 - 15:30 UTC) Banda 19 metros.
6. 17790 kHz (11:30 - 12:00 UTC) Banda 16 metros.

### África: (TransmisoresTalata-Volonondry-Madagascar)

#### Idiomas:Suajili,Somalí,Etíope,Tigriña,Ge'ez,Latín,Inglés,Francés,Portugués.
1. 9705 kHz ( 20:00 - 21:00 UTC) Banda 31 metros.
2. 11870 kHz ( 18:40 - 21:30 UTC) Banda 25 metros.
3. 13830 kHz ( 15:30 - 18:00 UTC) y (18:40 - 19:00 UTC) Banda 22 metros.
4. 15595 kHz (08:30 - 18:30 UTC) Banda 19 metros.
5. 17790 kHz (08:30 - 09:50 UTC) Banda 16 metros.

### América: (TransmisorGreenville (Carolina del Norte),Estados Unidos)

#### Idiomas:Español,Portugués.
1. 7305 kHz (01:00 - 11:45 UTC) Banda 41 metros.

### Satélite:
- Hotbird 13E TP: 12092 H 29900 3/4, Banda Ku, DVB-S2 (Europa y Asia Central/ Free to air).
- SES 5  TP: 12015 V 29950 3/4, Banda Ku, DVB-S2 (África subsahariana /  Free to air).
- Eutelsat 7 West A TP: 10892 H 27500 7/8, Banda Ku, DVB-S2 (MENA (región) / Free to air).
- Hispasat 30W-5 TP: 12092 H 30000 3/5, Banda Ku, DVB-S2 ( América / Free to air).